# پل غلیونجی
پل غلیونجی (عربی: بول غليونجي؛ ۱۹۰۸ – ۱۹۸۷) یک پزشکِ متخصص غدد درون‌ریز و متابولیسم، استاد رشتهٔ پزشکی در دانشگاه عین الشمس، مدیرگروه سابق دپارتمان بیماری‌های داخلی، مورخ تاریخ پزشکی، مصرشناس و متخصص در زمینهٔ پزشکی دوران فراعین مصر بود.
او تاریخچهٔ روشنی از پزشکی مصر باستان به زبان‌های عربی، فرانسه، انگلیسی، آلمانی و اسپانیولی نگاشته‌است.

## زندگی‌نامه
پل غلیونجی در خانواده‌ای ارتدکس یونانی در منصوره، مصر به دنیا آمد. او در اوایل دهه ۱۹۴۰ دو پسر داشت. وی در دهه ۱۹۷۰ مدتی را در کویت گذراند.